# 2014年山口県知事選挙
2014年山口県知事選挙は、2014年（平成26年）2月23日に投開票が行われた山口県知事を選出するための選挙。

## 概要
2013年10月に健康を害したことにより、病院へ入院して療養を続けてきた前職の山本繁太郎が、職務復帰が難しくなったとして2014年1月9日に柳居俊学県議会議長宛に辞職願を提出したことを受けて、1月14日の臨時県議会本会議で辞職が同意され、同日開かれた県選挙管理委員会において2月6日告示、2月23日投開票の日程で知事選挙が実施されることが決定した。なお山本は選挙後の3月15日に肺癌のために亡くなった。
選挙戦は前回の知事選挙で第3位の得票数だった元民主党衆議院議員の高邑勉と総務省官僚で山本県政継承を掲げた村岡嗣政、共産党県委員会委員で元周南市議の藤井直子の計3氏が立候補した。

### 主な争点
（出典）
- 中国電力による上関原子力発電所建設問題

立候補者の内、高邑と藤井が上関原発計画撤回を求め、村岡はエネルギー政策は国策であり国が考えることとしており明確な姿勢を示さなかった。
- アメリカ軍岩国基地問題

立候補者の内、藤井が岩国基地の機能強化反対を強く訴えた。　

## 基礎データ

### 告示日
- 2014年（平成26年）2月6日[6]

### 執行日
- 2014年（平成26年）2月23日
  - 当日の投票時間帯:7:00〜20:00
  - 繰り上げ投票 - いずれも2月22日に実施
    - 下関市 蓋井投票区
    - 萩市 大島・相島・見島第一・見島第二の各投票区
    - 防府市 野島投票区
    - 岩国市 柱島投票区
    - 柳井市 平郡第一・平郡第二の各投票区
    - 熊毛郡上関町 八島・祝島の各投票区

  - 期日前投票：2014年（平成26年）2月7日〜2月22日

### 同日選挙
- 山口県議会議員補欠選挙（2月14日 告示）[3]
  - 下関市選挙区（伊藤博の死去による）
  - 宇部市選挙区（三浦昇の衆議院議員鞍替えによる、無投票当選）
  - 山陽小野田市選挙区（竹本貞夫の死去による）

## 立候補者
3人、届け出順。
| 立候補者                       | 年齢 | 党派                           | 新旧 | 肩書き                         | ウェブサイト |
| ------------------------------ | ---- | ------------------------------ | ---- | ------------------------------ | ------------ |
| 村岡嗣政 （むらおか つぐまさ） | 41   | 無所属 （自民党・公明党 推薦） | 新   | 元総務省財政企画官             |              |
| 高邑勉 （たかむら つとむ）     | 39   | 無所属 （生活の党 推薦）       | 新   | 元衆議院議員                   |              |
| 藤井直子 （ふじい なおこ）     | 61   | 日本共産党                     | 新   | 元周南市議、共産党県委員会委員 |              |

### 立候補者のプロフィールおよび立候補に至る経緯
- 村岡嗣政 - 元総務省自治財政局財政課財政企画官

1月15日に総務省を退職し、翌16日に知事選挙への立候補の意向を表明した。1月20日に記者会見を開いて無所属での立候補を正式表明し、同日、自民党と公明党が村岡の推薦を決定した。
- 高邑勉 - 元衆議院議員（当選1回、民主党比例中国ブロック）

衆議院議員を辞職し民主党を離党した上で前回2012年の県知事選挙に立候補し、山本、飯田に続く3番目の得票数であった。2014年1月13日、福島県南相馬市内にて立候補の意向を表明した。しかし、1月21日に行われた飯田哲也の立候補見送りの記者会見に姿を見せ、飯田への候補一本化を前提として出馬を断念する意向であったことを明らかにした。飯田の立候補見送りを受けて1月29日に記者会見を開いて立候補を表明した。脱原発を掲げ、生活の党の推薦を受ける。
- 藤井直子 - 元周南市議

2014年1月22日に革新系団体が擁立を決定、共産党が公認した。女性初となる山口県知事選挙の立候補者となった。2013年4月の参議院補欠選挙と同年7月の参院選に共産党公認で立候補したがいずれも敗れている。
（届け出順）

### 立候補が取り沙汰された人物
- 飯田哲也 - NPO法人「環境エネルギー政策研究所」所長

前回2012年の県知事選挙に脱原発を掲げて立候補し、山本に続く次点であった。2014年1月13日に関係者に立候補の意向を示したと報じられたが、1月21日に山口市内で記者会見を開き、全国的な再生可能エネルギー導入促進の運動に専念するとして出馬を見送ることを明らかにした。会見の席上、細川護煕の出馬により脱原発が争点となりつつある東京都知事選挙の動向と関連し脱原発候補として高邑との一本化の動きがあったことが明らかにされ、会見場に現れた高邑に出馬見送りの翻意を迫られる場面もあった。

### 政党・団体の動向
前回の知事選挙で前職の山本を推薦した自民党と公明党は、現県政の後継者として総務省官僚の村岡を擁立し推薦した。共産党は元周南市議で同党県委員会委員の藤井直子を党公認で擁立。これに加えて生活の党が高邑を推薦した。一方、最大野党の民主党の県連は独自候補の擁立を目指したが候補選考は難航したため断念し、その後には立候補を表明した人物と政策を協議し推薦することなども検討したが不調に終わり自主投票とした。同党県連の自主投票は3回連続。しかし、同党の支持母体である連合山口は自民・公明両党が推薦する村岡を推薦しており対応が分かれた。

### 選挙のタイムライン
- 1月9日 - 現職の山本繁太郎が県議会議長に辞職願を提出。[1]
- 1月13日 - 高邑勉が立候補の意向を表明。[10]
- 1月14日 - 臨時県議会本会議にて山本の辞職に同意。選挙管理委員会が2月6日告示、2月23日投開票とする選挙日程を決定。[2][3]
- 1月16日 - 村岡嗣政が立候補の意向を表明。[8]
- 1月20日 - 村岡が出馬会見。同日中に自民党と公明党が推薦を決定。[9]
- 1月21日 - 飯田哲也が立候補見送りを表明。[11]
- 1月22日 - 共産党などで構成される革新系団体が藤井直子の擁立を決定。[15]
- 1月27日 - 藤井が出馬会見。共産党公認での立候補を発表。[14]
- 1月29日 - 高邑が出馬会見。同日中に生活の党が推薦を決定。[13]
- 2月6日 - 告示。[5]
- 2月23日 - 投開票。
- 2月25日 - 選挙会、当選人の告示。

## 選挙結果

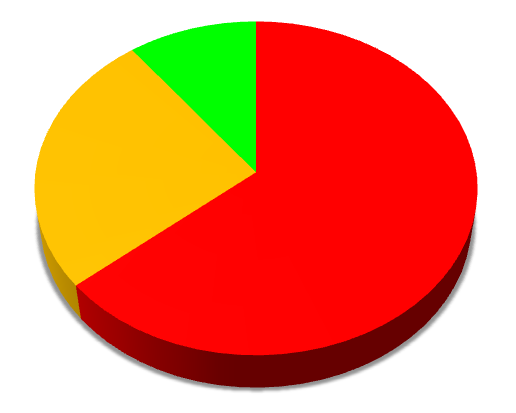
各候補の得票率（得票数の多かった順）

投票率は38.82%で、これまでの山口県知事選挙の中で3番目に低い投票率であった（前回比 -6.50%）。当日の有権者数は118万7005人であった。
候補者別の得票数の順位、得票数、得票率、惜敗率、供託金没収概況は以下のようになった。全候補が有効投票総数の10%を上回ったため供託金を全額没収された候補はいなかった。得票率と惜敗率は未発表のため暫定計算とした（小数3位以下四捨五入）。
|      | 順位 | 候補者名  | 党派       | 新旧 | 得票数  | 得票率 | 惜敗率 | 供託金 |
| ---- | ---- | --------- | ---------- | ---- | ------- | ------ | ------ | ------ |
| 当選 | 1    | ■村岡嗣政 | 無所属     | 新   | 286,996 | 63.90% | ----   |        |
|      | 2    | ■高邑勉   | 無所属     | 新   | 115,763 | 25.77% | 40.34% |        |
|      | 3    | ■藤井直子 | 日本共産党 | 新   | 46,402  | 10.33% | 16.17% |        |

前職の山本県政継承を掲げる村岡は、総務省などでの行政経験を強調するとともに、山本が進めてきた地域経済の活性化などを訴えた。推薦を受けた自民・公明両党の支持層を中心に、無党派層からの支持を確実に堅めて対抗の高邑と藤井を圧倒し初当選を果たした。
前回の知事選挙に続いて立候補した高邑は、前回の知事選から方針を転換し上関原発計画撤回を強く訴えて選挙戦を闘った。しかし、山本県政継承を訴える村岡が賛否を含め自身の原発政策について明確な態度を示さず、争点化を避ける姿勢を貫いたため、争点としたかった原発論争が埋もれる形となったのに加え、保守王国として知られる山口県で自民・公明両党からの支援を受けた村岡には及ばず、前回に続いて涙をのんだ。
共産党公認の藤井は、上関原発計画撤回やアメリカ軍岩国基地の機能強化反対を訴え、県政刷新を訴えたが及ばなかった。